# Rina Messinger
Rina Messinger Mor-Goder (Kiryat Tiv'on, 16 de fevereiro de 1956) é uma rainha da beleza israelense, eleita Miss Israel e Miss Universo 1976.

## Miss Universo
Reservista da força aérea israelense e considerada uma das favoritas ao título desde o início do concurso, realizado naquele ano em Hong Kong. A posição de favorita causou apreensão na imprensa, que analisava o risco envolvido em se ter uma Miss Universo Israelense. Rina, porém, nunca se preocupou com as apreensões e deu o máximo em conseguir o primeiro título para seu país, que até ali era um dos mais bem sucedidos competidores não-vencedores do concurso, com seis Top 5 e sete Top 15 em quinze anos de participação.
Classificada entre as cinco finalistas, ao responder a pergunta final dos jurados, qual o país que ela gostaria de visitar, respondeu: "Um país árabe". A resposta acabou lhe dando a vitória sobre a Miss Venezuela Judith Uribe e tornou-a a primeira vencedora de Israel, como previsto pelos analistas e suplantando todas as questões políticas envolvidas.
Seu reinado foi cercado de medidas de segurança até então nunca vistas para uma Miss Universo, desde que começou sua turnê mundial por Bangkok, na Tailândia. Uma de suas declarações à imprensa na época, foi: " Eu não sou um político. Acho que ser Miss Universo pode mostrar ao mundo que Israel tem um outro lado, não apenas o da guerra." Sobre ela, um dos jurados do concurso, o cineasta Roman Polanski, disse que "entrevistar todas as 72 candidatas nas rodadas preliminares foi uma obrigação cansativa, exceto pela Miss Israel com quem foi um prazer conversar".

## Vida posterior
Após seu ano de reinado, Rina permaneceu em Nova York, onde trabalhou como relações públicas da empresa Jewish Agency and the Bonds durante quatro anos. Voltou após este período para Israel, para continuar exercendo a mesma atividade para grandes empresas, até casar-se e ter dois filhos. Em 1981, ela escreveu um livro sobre sua experiência no Miss Universo, revelando o lado menos glamouroso de ser "a mais bonita mulher do mundo".
Em 1991, quinze anos depois de coroada, Rina começou a estudar direito na Universidade de Tel Aviv, formando-se com honras, mudando-se a seguir com a família para a Holanda, aonde o marido tinha negócios e onde completou o mestrado, especializando-se em direito de família. Em 2002, a família voltou a Israel, onde ela hoje é uma bem sucedida advogada da área cível.